# Atmosphère de Cérès
L'atmosphère de Cérès est la couche de gaz entourant l'astéroïde et planète naine (1) Cérès. Des études récentes ont montré qu'elle serait au moins en partie composée de vapeur d'eau.

## Découverte
Le 22 janvier 2014, l'Agence spatiale européenne a annoncé la première détection certaine de vapeur d'eau dans l'atmosphère de Cérès, le plus grand objet de la ceinture d'astéroïdes,.
La détection a été réalisée par des observations en infrarouge lointain (en) du télescope spatial Herschel,.
La découverte est particulière parce qu'on s'attend à ce que les comètes, et non les astéroïdes, comportent des queues et des jets. Selon l'un des scientifiques, « la délimitation entre les comètes et les astéroïdes devient de plus en plus floue ».

## Analyse et composition
La température maximale sur Cérès est de l'ordre de −38 °C. Cette température est telle que la glace d'eau peut se sublimer, ce qui créerait potentiellement une fine atmosphère de vapeur d'eau.
Des éléments soutenant l'existence d'une atmosphère autour de Cérès semblent avoir été observés depuis le début des années 1990. En effet, des signes d'une possible sublimation ont été observés au pôle Nord de la planète naine au début des années 1990 mais étaient ambigus et n'avaient pas été revus après.